# Phrynium pedunculatum
Phrynium pedunculatum är en strimbladsväxtart som beskrevs av Otto Warburg, Karl Moritz Schumann och Carl Karl Adolf Georg Lauterbach. Phrynium pedunculatum ingår i släktet Phrynium och familjen strimbladsväxter. Inga underarter finns listade.